# Mirosław Waligóra
Mirosław Andrzej Waligóra, född den 4 februari 1970 i Kraków i Polen, är en polsk fotbollsspelare som tog OS-silver i fotbollsturneringen vid de olympiska sommarspelen 1992 i Barcelona.